# Andrenosoma nigrum
Andrenosoma nigrum är en tvåvingeart som beskrevs av Stanley Willard Bromley 1931. Andrenosoma nigrum ingår i släktet Andrenosoma och familjen rovflugor.
Artens utbredningsområde är Ecuador. Inga underarter finns listade i Catalogue of Life.